# Liste der Premierminister von Peru
In dieser Liste sind die Premierminister von Peru zusammengefasst.
| Name                                                   | Amtszeit                               | Anmerkung |
| ------------------------------------------------------ | -------------------------------------- | --------- |
| Juan Manuel del Mar Bernedo                            | Dezember 1856 – 1857                   |           |
| José Maria Raygada y Gallo (1. Amtszeit)               | 1857 – 15. Juli 1858                   |           |
| Miguel de San Román                                    | 15. Juli 1858 – Oktober 1858           |           |
| José Maria Raygada y Gallo (2. Amtszeit)               | Oktober 1858 – 1861                    |           |
| Juan Antonino Pezet                                    | 1861 – 1863                            |           |
| Juan Antonio Ribeyro Estrada                           | 1863 – August 1864                     |           |
| José Manuel Costas Arce                                | August 1864 – 11. April 1865           |           |
| Manuel Ignacio de Vivanco                              | 11. April 1865 – September 1865        |           |
| Pedro José Calderón                                    | September 1865 – 8. November 1865      |           |
| Mariano Ignacio Prado                                  | 8. November 1865 – Juni 1867           |           |
| Pedro José de Saavedra                                 | Juni 1867 – Januar 1868                |           |
| Luis La Puerta                                         | Januar 1868 – 8. Januar 1868           |           |
| Antonio Arenas (1. Amtszeit)                           | 8. Januar 1868 – 2. August 1868        |           |
| Pedro Gálvez Egúsquiza                                 | 2. August 1868 – 13. April 1869        |           |
| Juan Francisco Balta y Montero                         | 13. April 1869 – 1. August 1871        |           |
| José Allende                                           | 2. August 1871 – 1872                  |           |
| José Jorge Loayza (1. Amtszeit)                        | 1872 – 1872                            |           |
| José Miguel Medina                                     | 2. August 1872 – 3. September 1873     |           |
| José Eusebio Sánchez Pedraza                           | 3. September 1873 – 1874               |           |
| José de la Riva-Agüero y Looz Corswaren                | 1874 – 1875                            |           |
| Nicolás Freire de Neira                                | 1875 – 1876                            |           |
| Antonio Arenas (2. Amtszeit)                           | 2. August 1876 – 26. August 1876       |           |
| Teodoro La Rosa                                        | 26. August 1876 – 4. Juni 1877         |           |
| Juan Buendía Noriega                                   | 4. Juni 1877 – 18. Juni 1878           |           |
| José Jorge Loayza (2. Amtszeit)                        | 18. Juni 1878 – 17. Dezember 1878      |           |
| Manuel Yrigoyen Arias (1. Amtszeit)                    | 17. Dezember 1878 – 19. Mai 1879       |           |
| Manuel de Mendiburu                                    | 19. Mai 1879 – 16. Oktober 1879        |           |
| Manuel Gonzáles de la Cotera                           | 16. Oktober 1879 – 23. Dezember 1879   |           |
| Aurélio Denegri Valega (1. Amtszeit)                   | März 1881 – November 1881              |           |
| Lorenzo Iglesias Pino de Arce                          | 3. Januar 1883 – 27. August 1883       |           |
| Manuel Antonio Barinaga (1. Amtszeit)                  | 27. August 1883 – 7. April 1884        |           |
| Mariano Castro Zaldívar Iglesias                       | 7. April 1884 – 14. Mai 1885           |           |
| Joaquín Iglesias Pino de Arce                          | 14. Mai 1885 – 3. Dezember 1885        |           |
| Antonio Arenas (3. Amtszeit)                           | 3. Dezember 1885 – 5. Juni 1886        |           |
| Pedro Alejandrino del Solar Gabas (1. Amtszeit)        | 5. Juni 1886 – 6. Oktober 1886         |           |
| José Nicolas Araníbar y Llano                          | 6. Oktober 1886 – 22. November 1886    |           |
| Pedro Alejandrino del Solar Gabas (2. Amtszeit)        | 22. November 1886 – 22. August 1887    |           |
| Mariano Santos Álvarez Villegas                        | 22. August 1887 – 12. September 1887   |           |
| Carlos Maria Elías y de la Quintana (1. Amtszeit)      | 12. September 1887 – 5. Oktober 1887   |           |
| Raymundo Morales Arias                                 | 5. Oktober 1887 – 8. November 1887     |           |
| Aurélio Denegri Valega (2. Amtszeit)                   | 8. November 1887 – 8. März 1889        |           |
| José Mariano Jiménez Wald                              | 8. März 1889 – 4. April 1889           |           |
| Pedro Alejandrino del Solar Gabas (3. Amtszeit)        | 4. April 1889 – 10. Februar 1890       |           |
| Manuel Yrigoyen Arias (2. Amtszeit)                    | 11. Februar 1890 – 10. August 1890     |           |
| Mariano Nicolás Valcárcel Salazar                      | 10. August 1890 – 24. Juli 1891        |           |
| Alberto Elmore Fernández de Córdoba (vertretungsweise) | 24. Juli 1891 – 1. August 1891         |           |
| Federico Herrera (1. Amtszeit)                         | 1. August 1891 – 24. August 1891       |           |
| Justiniano Borgoño                                     | 24. August 1891 – 14. Oktober 1891     |           |
| Federico Herrera (vertretungsweise)                    | 14. Oktober 1891 – 27. November 1891   |           |
| Federico Herrera (regulär)                             | 27. November 1891 – 14. April 1892     |           |
| Juan Ibarra (vertretungsweise)                         | 14. April 1892 – 2. Mai 1892           |           |
| Juan Ibarra (regulär)                                  | 2. Mai 1892 – 30. Juni 1892            |           |
| Carlos Maria Elías y de la Quintana (2. Amtszeit)      | 30. Juni 1892 – 3. März 1893           |           |
| Manuel Velarde Seoane                                  | 3. März 1893 – 11. Mai 1893            |           |
| José Mariano Jiménez Wald (2. Amtszeit)                | 11. Mai 1893 – 1. April 1894           |           |
| Baltasar García Urrutia                                | 1. April 1894 – 10. August 1894        |           |
| Cesareo Chacaltana Reyes (1. Amtszeit)                 | 10. August 1894 – 16. November 1894    |           |
| Manuel Yrigoyen Arias (3. Amtszeit)                    | 16. November 1894 – 20. März 1895      |           |
| Antonio Bentín y La Fuente                             | 8. September 1895 – 30. November 1895  |           |
| Manuel Antonio Barinaga (2. Amtszeit)                  | 30. November 1895 – 8. August 1896     |           |
| Manuel Pablo Olaechea Guerrero                         | 8. August 1896 – 25. November 1897     |           |
| Alejandro López de Romaña                              | 25. November 1897 – 23. Dezember 1897  |           |
| Enrique de la Riva-Agüero y Looz (1. Amtszeit)         | 23. Dezember 1897 – 16. Mai 1898       |           |
| José Jorge Loayza (3. Amtszeit)                        | 16. Mai 1898 – 8. September 1899       |           |
| Manuel María Gálvez Egúsquiza (1. Amtszeit)            | 8. September 1899 – 14. Dezember 1899  |           |
| Enrique de la Riva-Agüero y Looz (2. Amtszeit)         | 14. Dezember 1899 – 30. August 1900    |           |
| Enrique Coronel Zegarra y Castro                       | 30. August 1900 – 2. Oktober 1900      |           |
| Domingo Almenara Butler                                | 2. Oktober 1900 – 11. September 1901   |           |
| Cesáreo Chacaltana Reyes (2. Amtszeit)                 | 11. September 1901 – 9. August 1902    |           |
| Cesáreo Octavio Deustua Escarza                        | 9. August 1902 – 4. November 1902      |           |
| Eugenio Larrabure y Unanue                             | 4. November 1902 – 8. September 1903   |           |
| José Pardo y Barreda                                   | 8. September 1903 – 14. Mai 1904       |           |
| Alberto Elmore Fernández de Córdoba                    | 14. Mai 1904 – 24. September 1904      |           |
| Augusto Leguía y Salcedo                               | 24. September 1904 – 1. August 1907    |           |
| Agustín Tovar                                          | 1. August 1907 – 9. Oktober 1907       |           |
| Carlos A. Washburn Salas                               | 9. Oktober 1907 – 24. September 1908   |           |
| Eulogio Romero Salcedo                                 | 24. September 1908 – 8. Juni 1909      |           |
| Rafael Fernández de Villanueva Cortez                  | 8. Juni 1909 – 14. März 1910           |           |
| Javier Prado y Ugarteche                               | 14. März 1910 – 3. August 1910         |           |
| Germán Schreiber Waddington (1. Amtszeit)              | 3. August 1910 – 3. November 1910      |           |
| José Salvador Cavero Ovalle                            | 3. November 1910 – 27. Dezember 1910   |           |
| Enrique C. Basadre Stevenson                           | 27. Dezember 1910 – 31. August 1911    |           |
| Agustín Guillermo Ganoza Cavero                        | 31. August 1911 – 24. September 1912   |           |
| Elías Malpartida                                       | 24. September 1912 – 23. Dezember 1912 |           |
| Enrique Varela Vidaurre (1. Amtszeit)                  | 24. Dezember 1912 – 24. Februar 1913   |           |
| Federico Luna y Peralta                                | 24. Februar 1913 – 17. Juni 1913       |           |
| Aurelio Sousa Matute (1. Amtszeit)                     | 17. Juni 1913 – 27. Juli 1913          |           |
| Enrique Varela Vidaurre (2. Amtszeit)                  | 27. Juli 1913 – 4. Februar 1914        |           |
| Pedro E. Muñiz Sevilla                                 | 16. Mai 1914 – 1. August 1914          |           |
| Manuel Melitón Carvaja                                 | 1. August 1914 – 2. August 1914        |           |
| Aurelio Sousa Matute (2. Amtszeit)                     | 22. August 1914 – 11. November 1914    |           |
| Germán Schreiber Waddington (2. Amtszeit)              | 11. November 1914 – 18. Februar 1915   |           |
| Carlos Isaac Abril Galindo                             | 18. Februar 1915 – 24. September 1915  |           |
| Enrique de la Riva-Agüero y Looz (3. Amtszeit)         | 24. September 1915 – 27. Juli 1917     |           |
| Francisco Tudela y Varela                              | 27. Juli 1917 – 18. Dezember 1918      |           |
| Germán Arenas Zuñiga (1. Amtszeit)                     | 18. Dezember 1918 – 26. April 1919     |           |
| Juan Manuel Zuloaga                                    | 26. April 1919 – 4. Juli 1919          |           |
| Germán Leguía y Martínez Jakeway                       | 4. Juli 1919 – 7. Oktober 1922         |           |
| Julio Enrique Ego Aguirre                              | 7. Oktober 1922 – 12. Oktober 1924     |           |
| Alejandrino Maguiña                                    | 12. Oktober 1924 – 7. Dezember 1926    |           |
| Pedro José Rada y Gamio                                | 7. Dezember 1926 – 12. Oktober 1929    |           |
| Benjamín Huamán de los Heros                           | 12. Oktober 1929 – 24. August 1930     |           |
| Fernando Sarmiento                                     | 25. August 1930                        |           |
| Germán Arenas y Loayza                                 | 8. Dezember 1931 – 28. Januar 1932     |           |
| Francisco R. Lanatta Ramírez                           | 29. Januar 1932 – 13. April 1932       |           |
| Luis Angel Flores                                      | 13. April 1932 – 20. Mai 1932          |           |
| Ricardo Rivadeneyra Barnuevo                           | 21. Mai 1932 – 24. Dezember 1932       |           |
| José Matías Manzanilla Barrientos                      | 24. Dezember 1932 – 29. Juni 1933      |           |
| Jorge Prado y Ugarteche                                | 29. Juni 1933 – November 1933          |           |
| José de la Riva-Agüero y Osma                          | November 1933 – 14. September 1934     |           |
| Alberto Rey de Castro                                  | 14. September 1934 – 24. Dezember 1934 |           |
| Carlos Arenas y Loayza                                 | 24. Dezember 1934 – Mai 1935           |           |
| Manuel Estéban Rodríguez                               | Mai 1935 – 13. April 1936              |           |
| Ernesto Montagne                                       | 13. April 1936 – 8. Dezember 1939      |           |
| Alfredo Solf y Muro                                    | 8. Dezember 1939 – 1944                |           |
| Manuel Cisneros Sánchez                                | 1944 – 1945                            |           |
| Enrique García Sayan                                   | 1945 – 24. Januar 1946                 |           |
| Julio Ernesto Portugal                                 | 24. Januar 1946 – 12. Januar 1947      |           |
| José Alcamora                                          | 12. Januar 1947 – 31. Oktober 1947     |           |
| Roque Augusto Saldías Maninat                          | 31. Oktober 1947 – 17. April 1948      |           |
| Armando Revoredo Iglesias                              | 17. April 1948 – 2. November 1948      |           |
| Roque Augusto Saldías Maninat                          | August 1954 – Juni 1956                |           |
| Manuel Cisneros Sánchez                                | Juni 1956 – Juni 1958                  |           |
| Luis Gallo Porras                                      | Juni 1958 – 4. Juli 1959               |           |
| Pedro Gerardo Beltrán Espantoso                        | 4. Juli 1959 – 19. November 1961       |           |
| Carlos Moreyra y Paz Soldán                            | 24. November 1961 – 18. Juli 1962      |           |
| Nicolás Lindley López                                  | 18. Juli 1962 – 28. Juli 1963          |           |
| Julio Óscar Trelles                                    | 28. Juli 1963 – 31. Dezember 1963      |           |
| Fernando Schwalb López Aldana                          | 3. Januar 1964 – 14. September 1965    |           |
| Daniel Becerra de la Flor                              | 14. September 1965 – 7. September 1967 |           |
| Edgardo Seoane Corrales                                | 7. September 1967 – 16. November 1967  |           |
| Raúl Ferrero Rabagliati                                | 16. November 1967 – 31. Mai 1968       |           |
| Oswaldo Hercelles                                      | 31. Mai 1968 – 1. Oktober 1968         |           |
| Miguel Mújica Gallo                                    | 2. Oktober 1968 – 3. Oktober 1968      |           |
| Ernesto Montagne Sánchez                               | 4. Oktober 1968 – 1. Februar 1973      |           |
| Edgardo Mercado Jarrín                                 | 1. Februar 1973 – 1. Februar 1975      |           |
| Francisco Morales Bermúdez                             | 1. Februar 1975 – 29. August 1975      |           |
| Óscar Vargas Prieto                                    | 29. August 1975 – 31. Januar 1976      |           |
| Jorge Fernández Maldonado Solari                       | 31. Januar 1976 – 16. Juli 1976        |           |
| Guillermo Arbulu Galliani                              | 17. Juli 1976 – 30. Januar 1978        |           |
| Óscar Molina Pallochia                                 | 30. Januar 1978 – 2. Februar 1979      |           |
| Pedro Richter Prada                                    | 2. Februar 1979 – 28. Juli 1980        |           |
| Manuel Ulloa Elías                                     | 28. Juli 1980 – 9. Dezember 1982       |           |
| Fernando Schwalb López Aldana                          | 9. Dezember 1982 – 10. April 1984      |           |
| Sandro Mariátegui Chiappe                              | 10. April 1984 – 13. Oktober 1984      |           |
| Luis Pércovich                                         | 13. Oktober 1984 – 28. Juli 1985       |           |
| Luis Alva Castro                                       | 28. Juli 1985 – 26. Juni 1987          |           |
| Guillermo Larco Cox                                    | 26. Juni 1987 – 13. Mai 1988           |           |
| Armando Villanueva del Campo                           | 13. Mai 1988 – 15. Mai 1989            |           |
| Luis Alberto Sánchez                                   | 15. Mai 1989 – 30. September 1989      |           |
| Guillermo Larco Cox                                    | 30. September 1989 – 28. Juli 1990     |           |
| Juan Carlos Hurtado Miller                             | 28. Juli 1990 – 15. Februar 1991       |           |
| Carlos Torres y Torres Lara                            | 15. Februar 1991 – 6. November 1991    |           |
| Alfonso de los Heros                                   | 6. November 1991 – 6. April 1992       |           |
| Óscar de la Puente Raygada                             | 6. April 1992 – 28. August 1993        |           |
| Alfonso Bustamante y Bustamante                        | 28. August 1993 – 17. Februar 1994     |           |
| Efraín Goldenberg Schreiber                            | 17. Februar 1994 – 28. Juli 1995       |           |
| Dante Córdova Blanco                                   | 28. Juli 1995 – 3. April 1996          |           |
| Alberto Pandolfi                                       | 3. April 1996 – 4. Juni 1998           |           |
| Javier Valle Riestra                                   | 4. Juni 1998 – 21. August 1998         |           |
| Alberto Pandolfi                                       | 21. August 1998 – 3. Januar 1999       |           |
| Víctor Joy Way                                         | 3. Januar 1999 – 10. Oktober 1999      |           |
| Alberto Bustamante Belaunde                            | 10. Oktober 1999 – 29. Juli 2000       |           |
| Federico Salas Guevara                                 | 29. Juli 2000 – 21. November 2000      |           |
| Javier Pérez de Cuéllar                                | 22. November 2000 – 28. Juli 2001      |           |
| Roberto Dañino Zapata                                  | 28. Juli 2001 – 11. Juli 2002          |           |
| Luis Solari de la Fuente                               | 12. Juli 2002 – 23. Juni 2003          |           |
| Beatriz Merino                                         | 23. Juni 2003 – 12. Dezember 2003      |           |
| Carlos Ferrero Costa                                   | 15. Dezember 2003 – 16. August 2005    |           |
| Pedro Pablo Kuczynski                                  | 16. August 2005 – 28. Juli 2006        |           |
| Jorge del Castillo Gálvez                              | 28. Juli 2006 – 14. Oktober 2008       |           |
| Yehude Simon                                           | 14. Oktober 2008 – 12. Juli 2009       |           |
| Javier Velásquez Quesquén                              | 12. Juli 2009 – 14. September 2010     |           |
| José Antonio Chang                                     | 14. September 2010 – 18. März 2011     |           |
| Rosario Fernández                                      | 19. März 2011 – 28. Juli 2011          |           |
| Salomón Lerner Ghitis                                  | 29. Juli 2011 – 10. Dezember 2011      |           |
| Óscar Valdés                                           | 11. Dezember 2011 – 23. Juli 2012      |           |
| Juan Jiménez Mayor                                     | 23. Juli 2012 – 31. Oktober 2013       |           |
| César Villanueva (1. Amtszeit)                         | 31. Oktober 2013 – 24. Februar 2014    |           |
| René Cornejo                                           | 24. Februar 2014 – 22. Juli 2014       |           |
| Ana Jara                                               | 22. Juli 2014 – 2. April 2015          |           |
| Pedro Cateriano (1. Amtszeit)                          | 2. April 2015 – 28. Juli 2016          |           |
| Fernando Zavala Lombardi                               | 28. Juli 2016 – 15. September 2017     |           |
| Mercedes Aráoz Fernández                               | 17. September 2017 – 2. April 2018     |           |
| César Villanueva (2. Amtszeit)                         | 2. April 2018 – 8. März 2019           |           |
| Salvador del Solar                                     | 11. März 2019 – 30. September 2019     |           |
| Vicente Zeballos                                       | 30. September 2019 – 15. Juli 2020     |           |
| Pedro Cateriano (2. Amtszeit)                          | 15. Juli 2020 – 3. August 2020         |           |
| Walter Martos Ruiz                                     | 6. August 2020 – 9. November 2020      |           |
| Ánterno Flores Aráoz                                   | 11. November 2020 – 15. November 2020  |           |
| Violeta Bermúdez                                       | 18. November 2020 – 28. Juli 2021      |           |
| Guido Bellido                                          | 29. Juli 2021 – 6. Oktober 2021        |           |
| Mirtha Vásquez                                         | 6. Oktober 2021 – 1. Februar 2022      |           |
| Héctor Valer                                           | 1. Februar 2022 – 4. Februar 2022      |           |
| Aníbal Torres                                          | 8. Februar 2022 – 25. November 2022    |           |
| Betssy Chávez                                          | 25. November 2022 – 7. Dezember 2022   |           |
| Pedro Angulo Arana                                     | 10. Dezember 2022 – 21. Dezember 2022  |           |
| Alberto Otárola                                        | 21. Dezember 2022 – 5. März 2024       |           |
| Gustavo Adrianzén                                      | 6. März 2024 – 14. Mai 2025            |           |
| Eduardo Arana Ysa                                      | seit 14. Mai 2025                      |           |